# Minca Rabič
Minca Rabič, slovenska smučarska tekačica in pedagoginja, * 13. januar 1904, Mojstrana, † 3. september 1991, Radovljica.

## Življenjepis
Minca se je rodila v družino lastnikov hotela v Mojstrani. Leta 1922 je končala učiteljišče v Škofji Loki, nato pa je učila v Dovjah. Poleg tega je bila tudi navdušena smučarska tekačica in je v letih 1925, 1926 in 1927 osvojila naslov državne prvakinje v smučarskih tekih. Leta 1928 je morala tekmovalno kariero prekiniti zaradi bolezni, po tem pa se je posvetila vzgoji mladih smučarskih tekačev. To je dosegla tako, da je prepričala glavarstvo v Ljubljani, da je telovadba v naravi boljša od telovadbe v neprimernih prostorih telovadnice v Dovjah. Leta 1927 naj bi po pričevanjih Janka Derniča sama plačala skakalnega učitelja v Ratečah in plačala šolanje 40 otrok. Sama je »vzgojila« tudi legendo slovenskih smučarskih skokov Janeza Poldo, s katerim je bila v tesnih stikih celo življenje. 
Minca Rabič se je poročila z Rudijem Zupanom, ki je med drugo svetovno vojno postal župan Mojstrane. Po vojni se je moral zaradi tega izseliti v Avstrijo, z njim pa je odšla tudi Minca. Živela sta najprej v Špitalu, kasneje pa v Beljaku. Med izseljenstvom je denarno podpirala slovenski šport in večkrat založila denar za slovensko smučarsko zvezo. Po smrti svojega moža se je Minca Rabič ponovno poročila in se preselila najprej v Ljubljano, nato pa je osem let živela v ZDA, kjer je delala kot učiteljica nemščine in kot guvernanta. Kasneje se je vrnila v Slovenijo, kjer je bila izjemno priljubljena in je bila vabljena na vsa večja tekmovanja tako v Jugoslaviji kot tudi v tujini. Med drugim je bila častna gostja tudi na Olimpijskih igrah v Sarajevu leta 1984. Umrla je za posledicami pljučnice v starosti 87 let v Radovljici.